# Populus seção Aigeiros

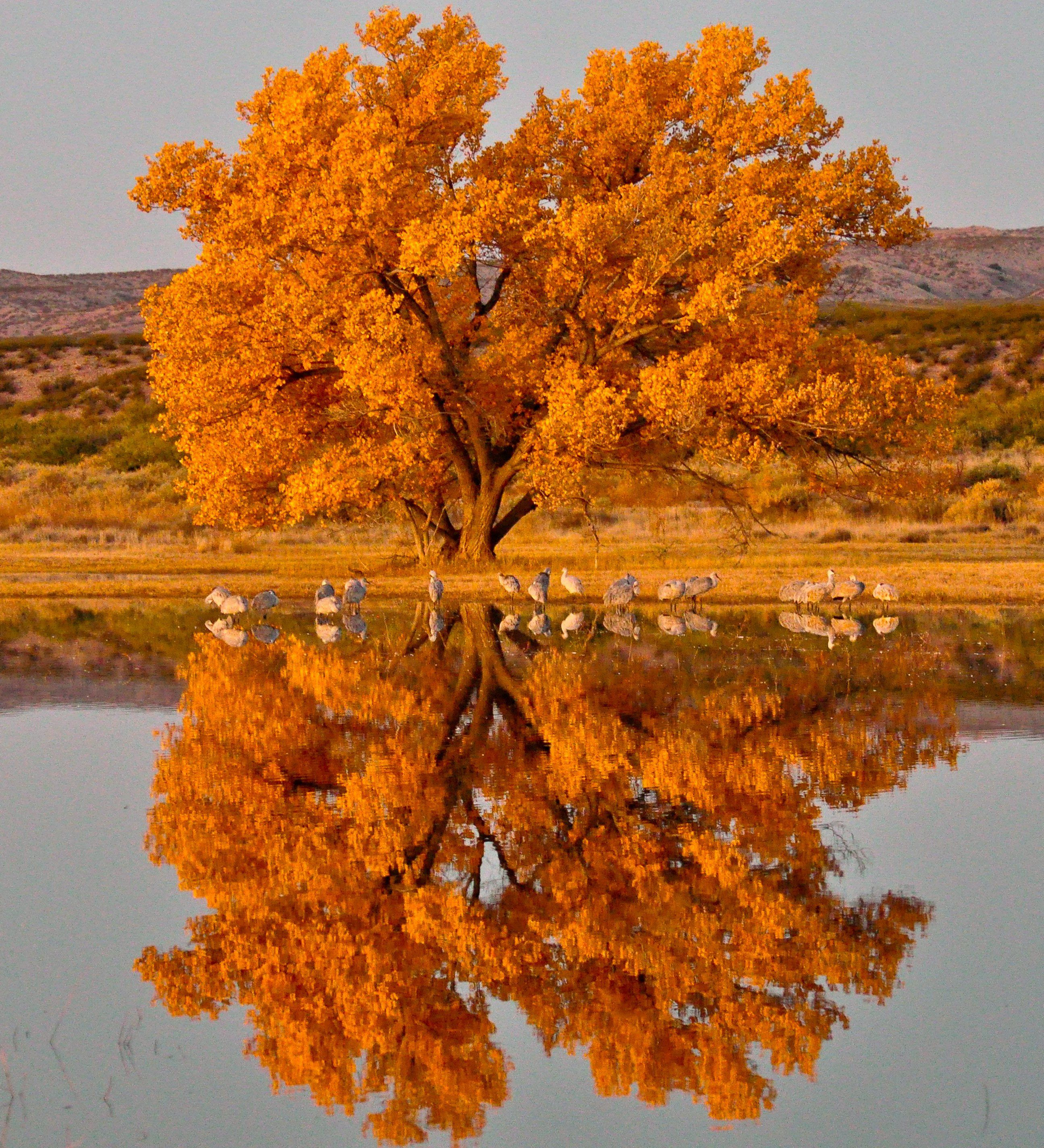
Populus fremontii nas cores de outono

Populus seção Aigeiros é uma seção de três espécies do gênero Populus, os choupos. Como algumas outras espécies do gênero Populus, são comumente conhecidos como "cottonwood". As espécies são nativas da América do Norte, Europa e Ásia Ocidental. No passado, até seis espécies foram reconhecidas, mas as tendências recentes têm sido aceitar apenas três espécies, tratando as outras como subespécies de Populus deltoides.
Os Populus seção Aigeiros são grandes árvores decíduas com 15-30 m (50-100 pés) de altura e diâmetros de 4 m (13 pés).